# Cultura Adena
La cultura adena fue una civilización precolombina que existió en el centro-noreste de Estados Unidos, entre los años 1000 y 200 a. C.
Según un sitio español de historia, existió entre el 800 y el 400 a. C.

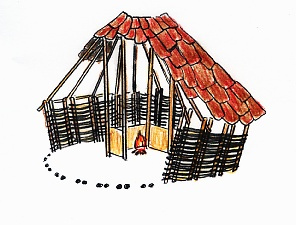
Choza circular de los adena, con pares de postes y fogata

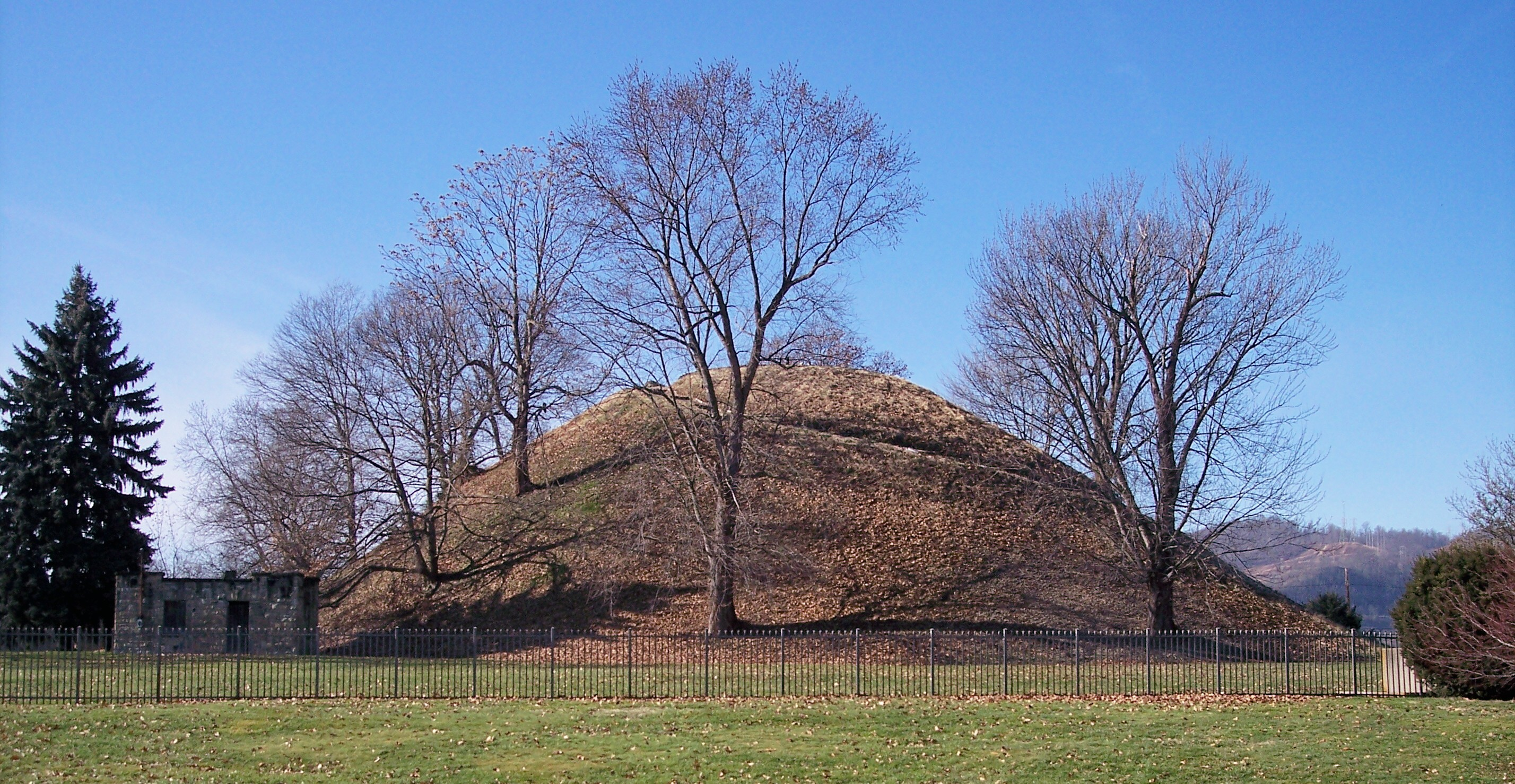
Grave Creek Mound en Virginia Occidental.

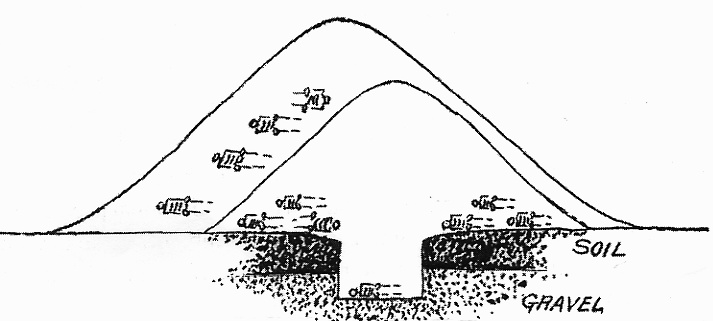
Sección de un montículo adena (dibujado en 1902). Soil significa ‘tierra común’ y gravel, ‘grava’.

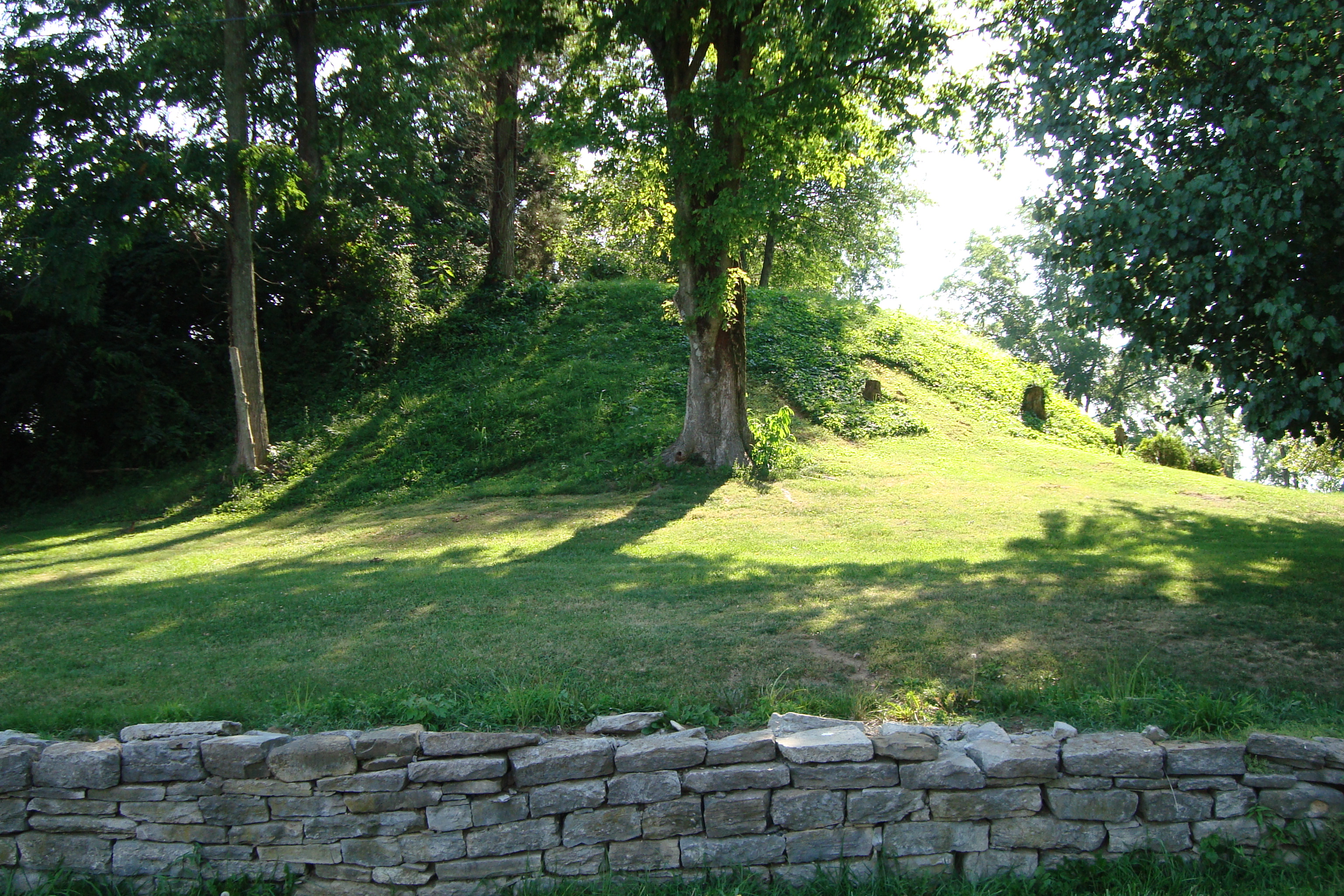
Montículo atribuido a la cultura adena y ubicado en Round Hill (Kentucky, EE. UU.).

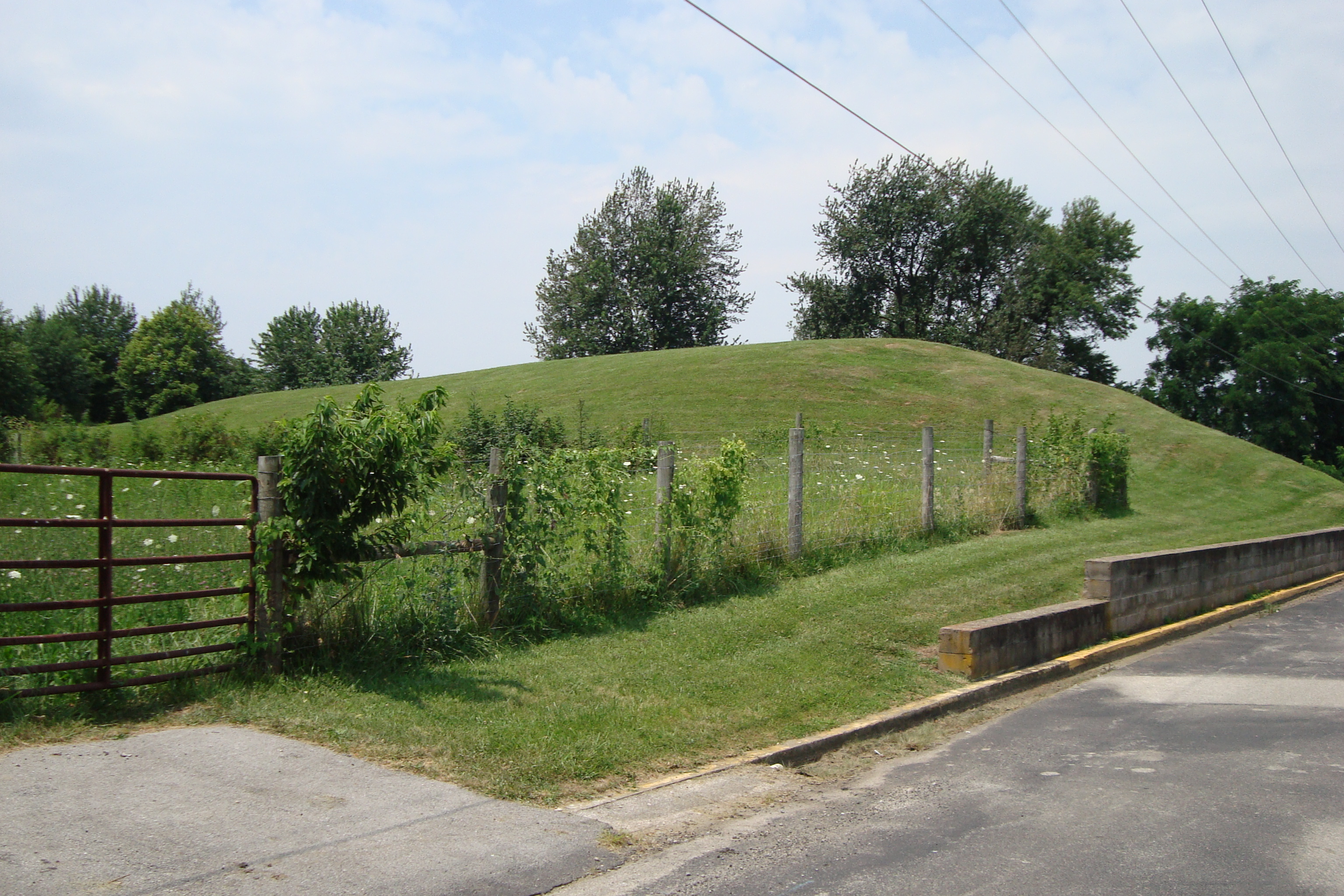
El montículo Gaitskill, atribuido a la cultura adena y ubicado en Mount Sterling (Kentucky).

La cultura adena se refiere probablemente a varias comunidades de antiguos amerindios que compartían el modo de enterramiento y un sistema de rituales.
Se han encontrado restos de la cultura adena en muchos lugares, en los actuales Estados de Ohio, Indiana, Virginia Occidental, Kentucky y partes de Pensilvania y Nueva York.

## Nombre
El nombre de la cultura proviene de un gran montículo que se encuentra en unas tierras bautizadas Adena por su propietario, un tal Thomas Worthington de principios del siglo XIX en Chillicothe (Ohio).

## Ubicación
Los sitios adena están concentrados en un área relativamente pequeña, con unos 300 sitios en la parte central del valle del río Ohio, y unos otros 200 esparcidos por Indiana, Kentucky, Virginia Occidental y Pensilvania, aunque puede haber habido miles de sitios. La importancia de los adena estriba en su considerable influencia en otras culturas contemporáneas y en las que vinieron detrás de ellos. La cultura adena puede haber sido precursora de las tradiciones culturales de la cultura Hopewell, que a veces se considera una elaboración (o cénit) de las tradiciones adena.

## Cultura
Los adena vivieron en villas de viviendas circulares, construidas de varas y cortezas. Subsistieron de la caza, la pesca y la recolección de vegetales, usaron una variedad de herramientas de piedra y alfarería simple.
Sus ornamentos utilizaban materias primas (desde cobre de los Grandes Lagos, mica, hasta conchas marinas del golfo de México) que dejaron la evidencia de que comerciaban con pueblos distantes.

### Tumbas
- La tumba de Grave Creek, de 21 m de altura y 90 m de diámetro es el montículo funerario más grande de EE. UU. Se encuentra en el centro de la ciudad de Moundsville (Virginia Occidental), a 300 m del río Ohio. En 1838 se realizó la primera investigación arqueológica conocida cuando varios amateurs no arqueólogos del lugar realizaron dos túneles a través del montículo y encontraron dos tumbas. Más tarde toda la evidencia arqueológica de este montículo fue destruida.[6][7]

### Chamanismo
Aunque los montículos son obras artísticas en sí mismos, los artistas adena crearon obras de arte más pequeñas y personales.
Algunos motivos artísticos que fueron importantes en las culturas norteamericanas posteriores —como el ojo lagrimeante y el diseño de la cruz y el círculo— provienen de los adena. Muchas piezas de arte están relacionadas con prácticas chamánicas y la transformación de humanos en animales (particularmente en aves, lobos, osos y venados) y su vuelta a la forma humana.
Se han encontrado pipas tubulares con restos de la planta alucinógena Nicotiana rustica. Los adena manifiestan un gran incremento regional en el número y tipo de artefactos relacionados con las necesidades espirituales.